# Championnat du Chili de football 2022
Navigation
Saison précédente Saison suivante
La saison 2022 du Championnat du Chili de football est la quatre-vingt-douzième édition du championnat de première division au Chili. 
L'ensemble des équipes est regroupé au sein d'une poule unique où elles affrontent les autres deux fois. Le vainqueur, son dauphin, le troisième et le vainqueur de la Coupe du Chili se qualifient pour la Copa Libertadores 2023. Les équipes classées de la 4e à la 7e place sont qualifiées pour la Copa Sudamericana 2023.
Le Club Deportivo Universidad Católica est le tenant du titre.

## Déroulement de la saison
Le championnat revient cette saison à 16 équipes, après la rétrogradation du Deportes Melipilla et la relégation du CD Santiago Wanderers la saison passée.
Le champion de deuxième division, CD Coquimbo Unido, revient après une année d'absence.

## Les clubs participants
- Colo Colo
- Universidad Católica
- CF Universidad de Chile
- CD Coquimbo Unido  - Promu de D2
- Club de Deportes Antofagasta
- Club Deportivo Huachipato
- Club Deportivo O'Higgins
- Provincial Curicó Unido
- Unión Española
- Audax Italiano
- Club Deportivo Palestino
- CD Cobresal
- Unión La Calera
- Deportivo Ñublense
- CD Everton Viña del Mar
- Club de Deportes La Serena

## Compétition
Le barème utilisé pour établir le classement est le suivant :
- Victoire : 3 points
- Match nul : 1 point
- Défaite : 0 point

### Classement
| Rang | Équipe                       | Pts | J  | G  | N  | P  | Bp | Bc | Diff |
| ---- | ---------------------------- | --- | -- | -- | -- | -- | -- | -- | ---- |
| 1    | Colo-Colo                    | 63  | 30 | 18 | 9  | 3  | 54 | 17 | +37  |
| 2    | Deportivo Ñublense           | 52  | 30 | 14 | 10 | 6  | 46 | 32 | +14  |
| 3    | Provincial Curicó Unido      | 49  | 30 | 13 | 10 | 7  | 48 | 30 | +18  |
| 4    | Club Deportivo Palestino     | 46  | 30 | 12 | 10 | 8  | 45 | 35 | +10  |
| 5    | CD Cobresal                  | 45  | 30 | 13 | 6  | 11 | 44 | 39 | +5   |
| 6    | Universidad CatólicaT        | 45  | 30 | 13 | 6  | 11 | 41 | 38 | +3   |
| 7    | Audax Italiano               | 45  | 30 | 12 | 9  | 9  | 44 | 48 | -4   |
| 8    | Club Deportivo O'Higgins     | 44  | 30 | 11 | 11 | 8  | 31 | 31 | 0    |
| 9    | CD Everton Viña del Mar      | 42  | 30 | 9  | 15 | 7  | 40 | 27 | +13  |
| 10   | Unión La Calera              | 39  | 30 | 9  | 12 | 9  | 36 | 40 | -4   |
| 11   | Unión Española               | 37  | 30 | 10 | 7  | 13 | 37 | 44 | -7   |
| 12   | Club Deportivo Huachipato    | 35  | 30 | 10 | 5  | 15 | 32 | 46 | -14  |
| 13   | CF Universidad de Chile      | 30  | 30 | 9  | 5  | 16 | 35 | 50 | -15  |
| 14   | CD Coquimbo Unido P          | 27  | 30 | 7  | 6  | 17 | 32 | 52 | -20  |
| 15   | Club de Deportes La Serena   | 27  | 30 | 7  | 6  | 17 | 28 | 56 | -28  |
| 16   | Club de Deportes Antofagasta | 26  | 30 | 6  | 8  | 16 | 23 | 37 | -14  |

|  | Qualification pour la Copa Libertadores 2023                                      |
|  | Qualification pour le deuxième tour de qualification de la Copa Libertadores 2023 |
|  | Qualification pour la Copa Sudamericana 2023                                      |
|  | Relégation en Primera B                                                           |
|  | T : Tenant du titre C : Vainqueur de la Copa Chile P : Promu de Primera B         |

## Bilan de la saison
| Championnat du Chili de football 2022 |                              |
| Champion                              | Colo-Colo (33e titre)        |
| Coupes et trophées                    |                              |
| Vainqueur de la Coupe du Chili 2022   | Deportes Magallanes          |
| Qualifications continentales          |                              |
| Copa Libertadores 2023                | Colo-Colo                    |
| Copa Libertadores 2023                | Deportivo Ñublense           |
| Copa Libertadores 2023                | Provincial Curicó Unido      |
| Copa Libertadores 2023                | Deportes Magallanes          |
| Copa Sudamericana 2023                | Club Deportivo Palestino     |
| Copa Sudamericana 2023                | CD Cobresal                  |
| Copa Sudamericana 2023                | Universidad Católica         |
| Copa Sudamericana 2023                | Audax Italiano               |
| Promotions et relégations             |                              |
| Promus en Primera División            | Deportes Magallanes          |
| Promus en Primera División            | Club de Deportes Copiapó     |
| Relégués en Primera B                 | Club de Deportes La Serena   |
| Relégués en Primera B                 | Club de Deportes Antofagasta |